# 65 км (зупинний пункт, Придніпровська залізниця)
65 кіломе́тр — залізничний пасажирський зупинний пункт Кримської дирекції залізничних перевезень Придніпровської залізниці.
Розташований за кількасот метрів від села Бєлінське Ленінського району АР Крим на лінії Владиславівка — Крим між станціями Прісноводна (6 км) та Чистопілля (6 км).
Станом на серпень 2019 р. по зупинному пункту 65 км слідують чотири пари електропоїздів за напрямком Джанкой/Феодосія — Керч, проте не зупиняються.